# Schacholympiade 1939
Die 8. Schacholympiade fand vom 24. August bis 19. September 1939 im Teatro Politeama in Buenos Aires statt. Sie war ein Schachturnier, das als Rundenturnier ausgeführt wurde.

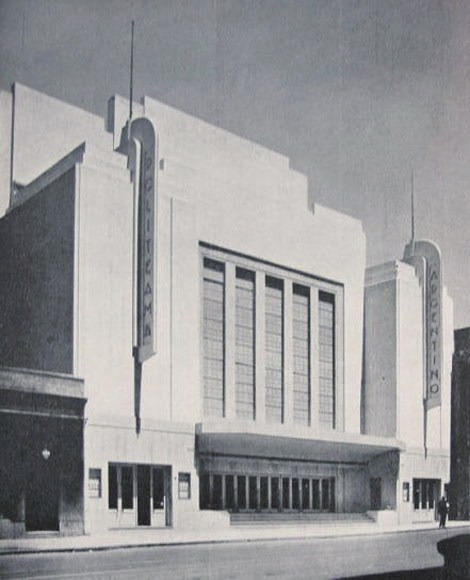
Das Teatro Politeama war der Austragungsort des Turniers (1936).

## Turnierablauf
Es nahmen 27 Mannschaften mit 133 Spielern teil, wobei die als Favoriten geltenden Vereinigten Staaten aus finanziellen Gründen absagten. Einige US-Spieler hatten Forderungen wie die Übernahme von Reisekosten für Ehefrauen gestellt, die weder der amerikanische Schachverband noch die argentinischen Gastgeber erfüllen konnten. Die europäischen Spieler reisten beim Hinweg auf dem belgischen Schiff „Piriapolis“ drei Wochen lang über den Atlantik.
Als einziger Debütant aus Europa war Bulgarien erstmals dabei. Außerdem gaben zehn Mannschaften vom amerikanischen Kontinent ihr Olympiade-Debüt.
In Buenos Aires waren insgesamt 1012 Partien angesetzt (vier pro Match), von denen 928 gespielt und 24 wegen des Kriegsausbruchs kampflos entschieden wurden. Für den Sieg sollte die Anzahl der Brettpunkte maßgeblich sein. Bei einem Gleichstand sollten die Mannschaftspunkte berücksichtigt werden. Die Bedenkzeitregelung ist bis heute unbekannt.
Zu den prominentesten Spielern gehörten der für Kuba antretende Exweltmeister José Raúl Capablanca und der für Frankreich spielende Weltmeister Alexander Aljechin. Max Euwe, der zwei Jahre zuvor seinen Weltmeistertitel verloren hatte, nahm nicht teil.
Vom 23. bis 31. August wurde eine Vorrunde abgehalten. Dabei wurden die Mannschaften in vier Gruppen aufgeteilt, von denen jeweils die vier besten Mannschaften in die Finalgruppe A weiterkommen sollten, der Rest sollte untereinander die Finalgruppe B ausspielen, was offiziell als Copa Argentina bezeichnet wurde. Am 1. September, als das Finale begann, brach der Zweite Weltkrieg aus, weshalb einige Spieler nicht mehr teilnehmen wollten. Obwohl viele Mannschaften zunächst die Olympiade abbrechen wollten, schaffte es die Organisation, sie zur Absolvierung der noch ausstehenden Runden zu überreden. Durch den politisch motivierten Ausfall dreier englischer Spieler beendete die englische Mannschaft, die für Finalgruppe A qualifiziert war, die Teilnahme und reiste vorzeitig ab. Drei Spieler dieser Mannschaft, Conel Hugh O’Donel Alexander, Harry Golombek und Philip Stuart Milner-Barry, übernahmen nach ihrer Rückkehr im Bletchley Park kriegswichtige Aufgaben bei der Entzifferung der deutschen Schlüsselmaschine Enigma. Sechs Wettkämpfe, darunter Deutschland gegen Polen, wurden nicht ausgetragen, sondern kampflos mit 2:2 gewertet. Gegen die Mannschaft Palästinas wollte die deutsche Mannschaftsführung einem kampflosen Unentschieden zunächst nicht zustimmen. Erst als die jüdischen Spieler ankündigten, nicht antreten zu wollen und den Deutschen dadurch de facto den Turniersieg zu schenken, erklärte sich Delegationsleiter Albert Becker zu der Absprache bereit. Um eine Wettbewerbsverzerrung zu vermeiden, vereinbarte auch die argentinische Mannschaft, die zu diesem Zeitpunkt noch um den Turniersieg mitspielte, ein Unentschieden gegen Palästina. Alexander Aljechin trat in den Wettkämpfen gegen Polen und Argentinien nicht an, um seinem Protest gegen die Deutschen Ausdruck zu geben.
Am Schluss gewann die deutsche Mannschaft knapp vor Polen – dies blieb der einzige deutsche Sieg bei einer Schacholympiade und bis zum Gewinn der Europameisterschaft 2011 der letzte deutsche Sieg bei einem internationalen Mannschaftsturnier.
In den Bulletins wurde ein Silberpokal für die beste Partie ausgelobt. Es konnte nicht recherchiert werden, ob dieser vergeben wurde. Zum einzigen Mal wurden die Preise für Individualleistungen vergeben, ohne die Vorrunden zu berücksichtigen.

## Endstand

### Medaillengewinner
| # | Mannschaft      | Schachspieler                                                                                 |
| - | --------------- | --------------------------------------------------------------------------------------------- |
| 1 | Deutsches Reich | Erich Eliskases, Paul Michel, Ludwig Engels, Albert Becker, Heinrich Reinhardt                |
| 2 | Polen           | Savielly Tartakower, Mieczysław Najdorf, Paulin Frydman, Teodor Regedziński, Franciszek Sulik |
| 3 | Estland         | Paul Keres, Ilmar Raud, Paul Felix Schmidt, Gunnar Friedemann, Johannes Türn                  |

### Vorrunden
Die ersten vier jeder Vorrunde qualifizierten sich für das A-Finale, die übrigen Mannschaften für das B-Finale.
Vorrunde Gruppe 1
| Rg | Mannschaft        | 1  | 2  | 3  | 4  | 5  | 6  | 7  | BP  | MP | + | = | - |
| -- | ----------------- | -- | -- | -- | -- | -- | -- | -- | --- | -- | - | - | - |
| 1  | Polen             | ●  | 2  | 3  | 3½ | 2½ | 4  | 3½ | 18½ | 11 | 5 | 1 | 0 |
| 2  | Böhmen und Mähren | 2  | ●  | 2½ | 3½ | 3  | 4  | 3½ | 18½ | 11 | 5 | 1 | 0 |
| 3  | England           | 1  | 1½ | ●  | 3  | 2½ | 2½ | 3  | 13½ | 08 | 4 | 0 | 2 |
| 4  | Brasilien         | ½  | ½  | 1  | ●  | 3  | 3½ | 4  | 12½ | 06 | 3 | 0 | 3 |
| 5  | Kanada            | 1½ | 1  | 1½ | 1  | ●  | 3½ | 2½ | 11  | 04 | 2 | 0 | 4 |
| 6  | Peru              | 0  | 0  | 1½ | ½  | ½  | ●  | 2½ | 05  | 02 | 1 | 0 | 5 |
| 7  | Paraguay          | ½  | ½  | 1  | 0  | 1½ | 1½ | ●  | 05  | 0  | 0 | 0 | 6 |

Vorrunde Gruppe 2
| Rg | Mannschaft      | 1  | 2  | 3  | 4  | 5 | 6  | 7  | BP  | MP | + | = | - |
| -- | --------------- | -- | -- | -- | -- | - | -- | -- | --- | -- | - | - | - |
| 1  | Lettland        | ●  | 1½ | 3½ | 2½ | 3 | 3  | 4  | 17½ | 10 | 5 | 0 | 1 |
| 2  | Deutsches Reich | 2½ | ●  | 2½ | 2  | 3 | 2½ | 3½ | 16  | 11 | 5 | 1 | 0 |
| 3  | Chile           | ½  | 1½ | ●  | 2½ | 3 | 3  | 3½ | 14  | 08 | 4 | 0 | 2 |
| 4  | Frankreich      | 1½ | 2  | 1½ | ●  | 2 | 3  | 3½ | 13½ | 06 | 2 | 2 | 2 |
| 5  | Bulgarien       | 1  | 1  | 1  | 2  | ● | 3  | 2  | 10  | 04 | 1 | 2 | 3 |
| 6  | Uruguay         | 1  | 1½ | 1  | 1  | 1 | ●  | 3  | 08½ | 02 | 1 | 0 | 5 |
| 7  | Bolivien        | 0  | ½  | ½  | ½  | 2 | 1  | ●  | 04½ | 01 | 0 | 1 | 5 |

Vorrunde Gruppe 3
| Rg | Mannschaft  | 1  | 2  | 3  | 4  | 5  | 6  | 7  | BP  | MP | + | = | - |
| -- | ----------- | -- | -- | -- | -- | -- | -- | -- | --- | -- | - | - | - |
| 1  | Argentinien | ●  | 2½ | 3  | 2½ | 2½ | 3½ | 4  | 18  | 12 | 6 | 0 | 0 |
| 2  | Litauen     | 1½ | ●  | 1½ | 3  | 2½ | 4  | 4  | 16½ | 08 | 4 | 0 | 2 |
| 3  | Niederlande | 1  | 2½ | ●  | 2  | 2½ | 3½ | 3½ | 15  | 09 | 4 | 1 | 1 |
| 4  | Dänemark    | 1½ | 1  | 2  | ●  | 2  | 4  | 3  | 13½ | 06 | 2 | 2 | 2 |
| 5  | Island      | 1½ | 1½ | 1½ | 2  | ●  | 3½ | 3  | 13  | 05 | 2 | 1 | 3 |
| 6  | Irland      | ½  | 0  | ½  | 0  | ½  | ●  | 3  | 04½ | 02 | 1 | 0 | 5 |
| 7  | Ecuador     | 0  | 0  | ½  | 1  | 1  | 1  | ●  | 03½ | 0  | 0 | 0 | 6 |

Vorrunde Gruppe 4
| Rg | Mannschaft | 1  | 2  | 3  | 4  | 5  | 6  | BP | MP | + | = | - |
| -- | ---------- | -- | -- | -- | -- | -- | -- | -- | -- | - | - | - |
| 1  | Schweden   | ●  | 1  | 2½ | 2½ | 4  | 4  | 14 | 8  | 4 | 0 | 1 |
| 2  | Estland    | 3  | ●  | 1½ | 2½ | 2  | 4  | 13 | 7  | 3 | 1 | 2 |
| 3  | Palästina  | 1½ | 2½ | ●  | 1  | 3½ | 2½ | 11 | 6  | 3 | 0 | 2 |
| 4  | Kuba       | 1½ | 1½ | 3  | ●  | 1  | 3  | 10 | 4  | 2 | 0 | 3 |
| 5  | Norwegen   | 0  | 2  | ½  | 3  | ●  | 2½ | 08 | 5  | 2 | 1 | 2 |
| 6  | Guatemala  | 0  | 0  | 1½ | 1  | 1½ | ●  | 04 | 0  | 0 | 0 | 5 |

### Endrunden

#### Finalgruppe A als Kreuztabelle
| Rg | Mannschaft        | Code | 1  | 2  | 3  | 4  | 5  | 6  | 7  | 8  | 9  | 10 | 11 | 12 | 13 | 14 | 15 | BP  | MP | + | = | -  |
| -- | ----------------- | ---- | -- | -- | -- | -- | -- | -- | -- | -- | -- | -- | -- | -- | -- | -- | -- | --- | -- | - | - | -- |
| 1  | Deutsches Reich   | GER  | ●  | 2  | 2½ | 3  | 3  | 3  | 3  | 2  | 2  | 2  | 3½ | 3  | 2  | 2½ | 2½ | 36  | 24 | 9 | 5 | 0  |
| 2  | Polen             | POL  | 2  | ●  | 2½ | 1½ | 2½ | 2  | 2  | 1½ | 2  | 4  | 3½ | 4  | 2  | 2½ | 3½ | 35½ | 20 | 7 | 5 | 2  |
| 3  | Estland           | EST  | 1½ | 1½ | ●  | 2  | 1½ | 3  | 1½ | 2½ | 2  | 2  | 3  | 3½ | 3  | 3½ | 3  | 33½ | 18 | 7 | 3 | 4  |
| 4  | Schweden          | SWE  | 1  | 2½ | 2  | ●  | 3½ | 1½ | 1½ | 1½ | 2  | 3  | 3½ | 2½ | 3  | 1½ | 4  | 33  | 17 | 7 | 2 | 5  |
| 5  | Argentinien       | ARG  | 1  | 1½ | 2½ | ½  | ●  | 3½ | 2½ | 1½ | 2  | 2½ | 2½ | 3  | 3½ | 3½ | 2½ | 32½ | 20 | 9 | 1 | 4  |
| 6  | Böhmen und Mähren | CSR  | 1  | 2  | 1  | 2½ | ½  | ●  | 3½ | 3½ | 2½ | 2  | 3  | 2  | 2½ | 3½ | 2½ | 32  | 20 | 8 | 3 | 3  |
| 7  | Lettland          | LAT  | 1  | 2  | 2½ | 2½ | 1½ | ½  | ●  | 2  | 3  | 2½ | 2½ | 3  | 3½ | 2½ | 2½ | 31½ | 21 | 9 | 2 | 3  |
| 8  | Niederlande       | NED  | 2  | 2½ | 1½ | 2½ | 2½ | ½  | 2  | ●  | 1½ | 2  | 2  | 2  | 3  | 2½ | 4  | 30½ | 18 | 6 | 5 | 3  |
| 9  | Palästina         | ISR  | 2  | 2  | 2  | 2  | 2  | 1½ | 1  | 2½ | ●  | 2½ | 3  | 1½ | 1  | 2½ | ½  | 26  | 14 | 4 | 5 | 5  |
| 10 | Frankreich        | FRA  | 2  | 0  | 2  | 1  | 1½ | 2  | 1½ | 2  | 1½ | ●  | 2  | 2  | 1  | 2  | 4  | 24½ | 10 | 1 | 7 | 6  |
| 11 | Kuba              | CUB  | ½  | ½  | 1  | ½  | 1½ | 1  | 1½ | 2  | 1  | 2  | ●  | 3  | 3  | 2½ | 2½ | 22½ | 11 | 4 | 2 | 8  |
| 12 | Litauen           | LTU  | 1  | 0  | ½  | 1½ | 1  | 2  | 1  | 2  | 2½ | 2  | 1  | ●  | 2½ | 2  | 3  | 22  | 11 | 3 | 4 | 7  |
| 13 | Chile             | CHI  | 2  | 2  | 1  | 1  | ½  | 1½ | ½  | 1  | 3  | 3  | 1  | 1½ | ●  | 2½ | 1½ | 22  | 09 | 3 | 2 | 9  |
| 14 | Brasilien         | BRA  | 1½ | 1½ | ½  | 2½ | ½  | ½  | 1½ | 1½ | 1½ | 2  | 1½ | 2  | 1½ | ●  | 2½ | 21  | 07 | 2 | 2 | 10 |
| 15 | Dänemark          | DEN  | 1½ | ½  | 1  | 0  | 1½ | 1½ | 1½ | 0  | 3½ | 0  | 1½ | 1  | 2½ | 1½ | ●  | 17½ | 05 | 2 | 0 | 12 |

- Die Begegnungen Deutschlands gegen Polen, Frankreich und Palästina wurden ohne Spiel als 2:2 gewertet. Ebenso wurden die Partien der Mannschaft aus Böhmen und Mähren gegen Polen bzw. Frankreich und das Duell Argentinien - Palästina als 2:2 gewertet.
- England hatte sich für das A-Finale qualifiziert, trat aber wegen des Kriegsausbruchs nicht dazu an.
- Die von olimpbase übernommene Tabelle gibt für jede Mannschaft einen Mannschaftspunkt zu viel an. Eventuell wurde hier für das ausgefallene Spiel gegen England ein Punkt eingerechnet.

#### Finalgruppe B als Kreuztabelle
| Rg | Mannschaft | Code | 16 | 17 | 18 | 19 | 20 | 21 | 22 | 23 | 24 | 25 | 26 | BP  | MP | + | = | -  |
| -- | ---------- | ---- | -- | -- | -- | -- | -- | -- | -- | -- | -- | -- | -- | --- | -- | - | - | -- |
| 16 | Island     | ISL  | ●  | 2½ | 2  | 3  | 2½ | 3  | 3½ | 2½ | 2  | 4  | 3  | 28  | 18 | 8 | 2 | 0  |
| 17 | Kanada     | CAN  | 1½ | ●  | 3  | 2  | 3  | 3  | 2  | 3½ | 3½ | 3½ | 3  | 28  | 16 | 7 | 2 | 1  |
| 18 | Norwegen   | NOR  | 2  | 1  | ●  | 2½ | 1½ | 3  | 4  | 2  | 3½ | 3½ | 4  | 27  | 14 | 6 | 2 | 2  |
| 19 | Uruguay    | URU  | 1  | 2  | 1½ | ●  | 3  | 2  | 3½ | 3½ | 2½ | 3  | 4  | 26  | 14 | 6 | 2 | 6  |
| 20 | Bulgarien  | BUL  | 1½ | 1  | 2½ | 1  | ●  | 3  | 4  | 2½ | 3½ | 3½ | 3  | 25½ | 14 | 7 | 0 | 3  |
| 21 | Ecuador    | ECU  | 1  | 1  | 1  | 2  | 1  | ●  | 3  | 2½ | 3  | 3½ | 3  | 21  | 11 | 5 | 1 | 4  |
| 22 | Guatemala  | GUA  | ½  | 2  | 0  | ½  | 0  | 1  | ●  | 2½ | 3  | 3  | 3  | 15½ | 09 | 4 | 1 | 5  |
| 23 | Irland     | IRE  | 1½ | ½  | 2  | ½  | 1½ | 1½ | 1½ | ●  | 1½ | 2½ | 2½ | 15½ | 05 | 2 | 1 | 7  |
| 24 | Peru       | PER  | 2  | ½  | ½  | 1½ | ½  | 1  | 1  | 2½ | ●  | 2  | 2½ | 14  | 06 | 2 | 2 | 6  |
| 25 | Bolivien   | BOL  | 0  | ½  | ½  | 1  | ½  | ½  | 1  | 1½ | 2  | ●  | 2½ | 10  | 03 | 1 | 1 | 8  |
| 26 | Paraguay   | PAR  | 1  | 1  | 0  | 0  | 1  | 1  | 1  | 1½ | 1½ | 1½ | ●  | 09½ | 0  | 0 | 0 | 10 |

## Folgen für die Schachwelt
Nach der Schacholympiade wollten viele Spieler nicht nach Europa, das sich nun im Krieg befand, zurückkehren. Die argentinische Regierung bot diesen an, dass sie das Schach in Argentinien unterstützen und dafür dort bleiben könnten. Die ganze deutsche Mannschaft sowie viele weitere Spieler (u. a. Mieczysław (Miguel) Najdorf, Paulin (Paulino) Frydman, Gideon Ståhlberg, Moshe Czerniak, Jiří (Jorge) Pelikán) nahmen das Angebot an. Dies führte zu einem Schachboom in Argentinien, durch den später fünf Medaillen bei Schacholympiaden gewonnen wurden.
Die Heimreise der rückkehrwilligen Spieler nach Europa erfolgte ab dem 28. September auf dem Schiff „Copacabana“.
Polen kehrte durch die Abwanderung seiner Spitzenspieler Najdorf, Frydman und Tartakower, der künftig für Frankreich spielte, niemals zu seiner alten Stärke zurück. Nach dem Krieg begann, von der Olympiade weitgehend unbeeinflusst, die Jahrzehnte dauernde sowjetische Dominanz der Schachwelt.
Kriegsbedingt fand die nächste Schacholympiade erst 1950 statt.

## Frauenweltmeisterschaft

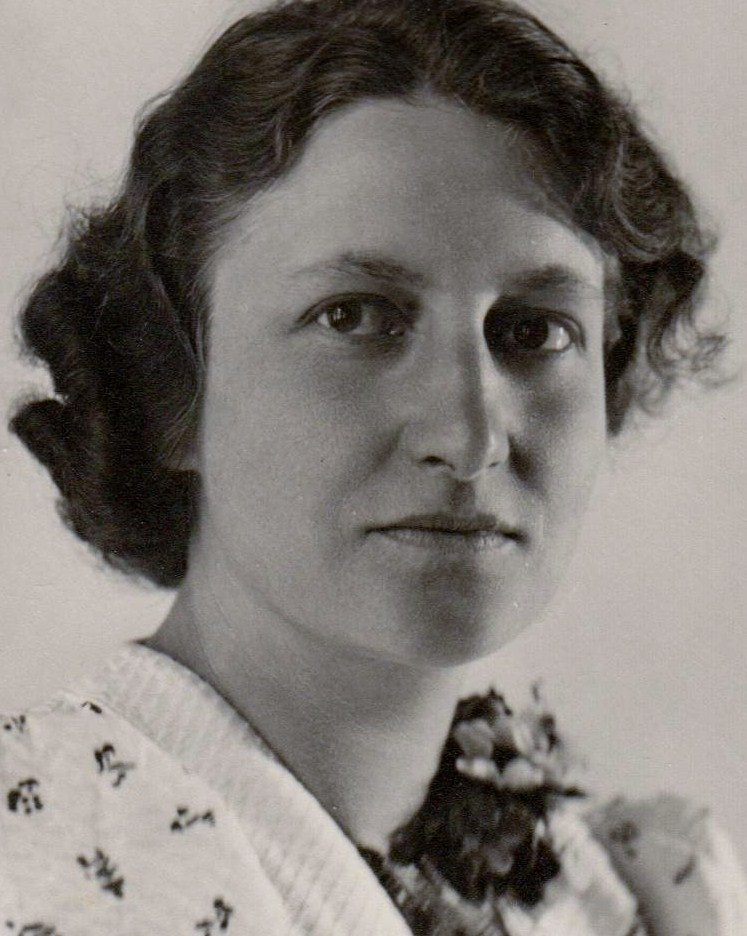
Frieda (Friedl) Rinder,
irrtümlich auch Elfriede

Zeitgleich fand in Buenos Aires das Turnier um die Schachweltmeisterschaft der Frauen statt, das von Titelverteidigerin Vera Menchik (England) vor Sonja Graf (staatenlos, ehemals Deutschland) und Berna Carrasco (Chile) gewonnen wurde. Die andere deutsche Spielerin Frieda Rinder erreichte den vierten Platz. Insgesamt nahmen zwanzig Frauen an der Weltmeisterschaft teil. Auch hier kehrten mehrere Spielerinnen nicht nach Europa zurück.